# Bira Dantas
Ubiratan Libanio Dantas de Araújo, mais conhecido como Bira Dantas, nasceu em São Paulo é um ilustrador, caricaturista, cartunista e quadrinista brasileiro..

## Biografia
Bira Dantas trabalha com quadrinhos, ilustrações e charges desde 1979. Ilustrou livros e materiais produzidos por sindicatos, foi um dos desenhista do gibi "Os Trapalhões" da Bloch Editores e colaborou com revistas como Pântano, Tralha, Porrada, Megazine, O Pasquim 21 e alguns jornais. Como animador, trabalhou no estúdio Briquet Filmes.
Atualmente, é professor de charge, cartum e caricatura na Pandora Escola de Arte em Campinas , é membro da Associação dos Quadrinhistas e Caricaturistas do Estado de São Paulo e produz as tiras do Tatu-Man. Para a Escala Educacional adaptou obras literárias como Memórias de um Sargento de Milícias e O Ateneu para a coleção Literatura Brasileira em Quadrinhos e  Dom Quixote de La Mancha para a coleção Literatura Mundial em Quadrinhos, essa última, ganhou o Troféu HQ Mix na categoria "melhor adaptação para os quadrinhos".

Em 2005 participou sétima edição do World Comics Conference, realizado na Coreia do Sul, em 2007, teve uma HQ escrita por Gonçalo Junior e Claudia Carezzato publicada na Coreia do Sul, em Janeiro de 2011, Dantas foi escolhido para recepcionar artistas coreanos no Brasil, os artistas tinham como objetivo estreitar relações com artistas brasileiros, além divulgar os chamados manhwas (quadrinhos coreanos). em 2013, assinou duas estátuas da Mônica na Mônica Parade.

## Premiações
Ganhou o Prêmio do Salão de Humor do Chipre em 2002 e o Troféu HQ Mix de 2009 (por sua adaptação para os quadrinhos do livro Dom Quixote, publicado na coleção Literatura Mundial em Quadrinhos pela editora Escala). Também foi reconhecido pelo Prêmio Angelo Agostini como melhor cartunista de 2005 e mestre dos quadrinhos nacionais em 2011. 